# Алькала-де-Ебро
Алькала-де-Ебро (ісп. Alcalá de Ebro) — муніципалітет в Іспанії, у складі автономної спільноти Арагон, у провінції Сарагоса. Населення — 276 осіб (2010).
Муніципалітет розташований на відстані близько 260 км на північний схід від Мадрида, 31 км на північний захід від Сарагоси.

## Демографія
Динаміка населення (INE ):

## Галерея зображень

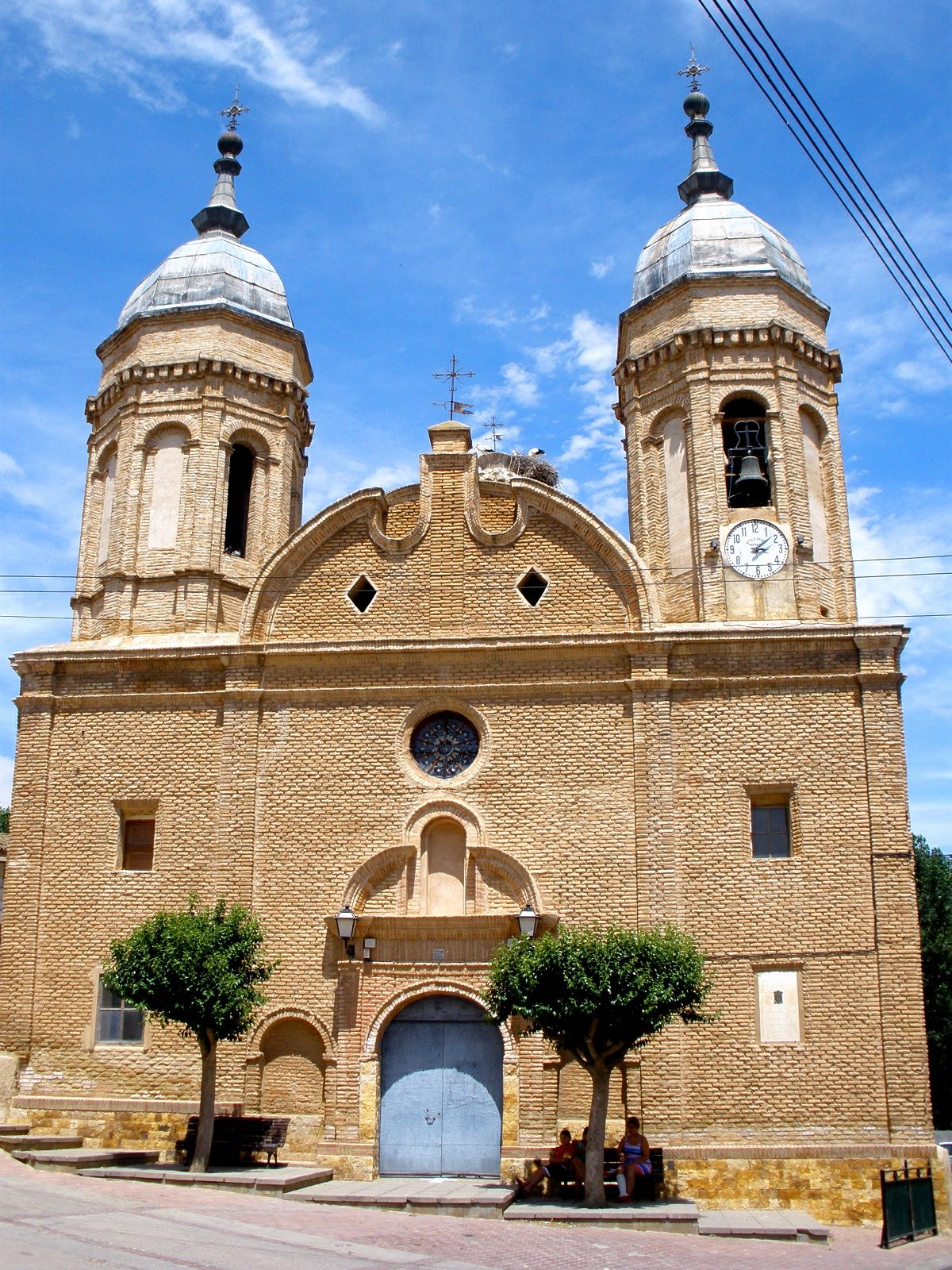
Парафіяльна церква Ла-Сантісіма-Тринідад